# Книга Страшного суду

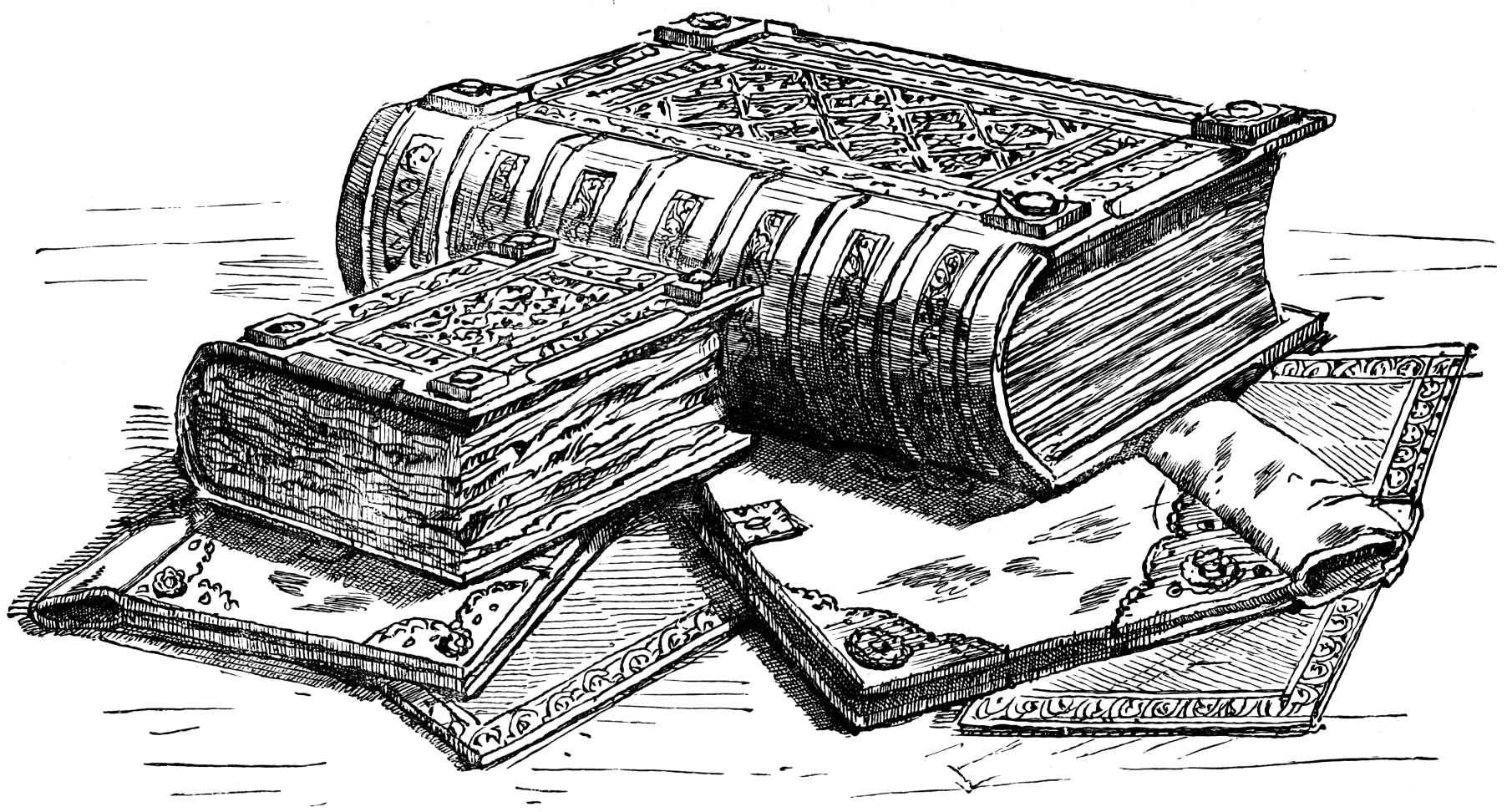
Книга страшного суду

«Кни́га страшно́го су́ду» (англ. Domesday Book) — зведення матеріалів першого у середньовічній Європі загального поземельного перепису, що був проведений в Англії у 1085—1086 роках за наказом Вільгельма I Завойовника. Матеріали перепису є безпрецедентним джерелом відомостей про соціальний, економічний та демографічний розвиток Англії XI століття. Дані перепису дозволяють зробити висновок про чисельність населення Англії у зазначений період: близько 2,5 млн людей. Назва книги посилається на біблійний Судний день, коли всім людям має бути пред'явлений повний список їхніх справ.

## Ціль та завдання перепису
Ціллю проведення загального перепису, судячи з усього, було визначення економічних ресурсів Англії після нормандського завоювання 1066, що були підвладні королю. Хиткість династичних претензій Вільгельма I на англійський престол, збереження загрози іноземного вторгнення, а також бажання короля максимально зміцнити фінансове та воєнне забезпечення своєї влади лягли в основу прийняття рішення про проведення перепису. Під час перепису передбачалося провести оцінку господарських ресурсів кожного маєтку, по-перше, для приведення традиційних норм розподілу податків (данські гроші) у відповідність до реального рівня дохідності земельних володінь, по-друге, для врегулювання судових суперечок про права на землю, кількість яких різко зросла в результаті перерозподілу англосаксонських маєтків після нормандського завоювання, і, урешті-решт, для виявлення економічного потенціалу ленів баронів короля з метою визначення, яку максимальну кількість лицарів кожен лен міг надати королю. Мету проведення перепису лаконічно визначив автор Англосаксонської хроніки, за свідченням якого король хотів знати більше про свою нову країну: «як вона заселена і якими людьми» (англ. how it was peopled and with what sort of men).

## Порядок проведення
Рішення про проведення перепису було прийнято на засіданні Великої королівської ради на Різдво 1085 року. Негайно до всіх англійських графств були надіслані представники короля, відповідальні за проведення перепису. У кожному графстві були проведені спеціальні зібрання, що були розширеними засіданнями судових колегій графств. До них входили: шериф, барони та їхні лицарі, які мали земельні володіння у відповідних графствах, члени судових колегій кожної сотні, а також староста, священник та 6 віланів від кожного села. Ці збори мали клятвою підтверджувати ті відомості, які входили до сфери перепису, а також, можливо, вирішувати земельні суперечки, що виникали під час його проведення. Крім того, дані про земельні володіння у кожній сотні фіксувались комісіями, які формувались із землевласників даної сотні. Так, у Кембриджширі до складу комісії порівну входили англосакси і нормандці, що володіли там землями.
Існують дві версії того, як проходив перепис. За однією з них, королівські емісари відвідували кожну сотню, де вислуховували сотенні комісії. За іншою версією, перепис маєтків графства відбувався в рамках однієї сесії зборів графства, участь у якій брали сотенні комісії. Друге припущення, висловлене ще 1897 року Ф. В. Мейтландом, більшість сучасних дослідників вважають імовірнішим.
Перепис був завершений до кінця 1086 року, і його результати у вигляді величезного масиву списків та звітів були надані королю. Надалі вони зберігались у казначействі Англійського королівства, що знаходилось у місті Вінчестер. Крім цього, вже до 1088 року на основі цієї документації були складені два томи «Книги Страшного суду», до якої у компактній формі ввійшли найважливіші відомості, отримані у результаті перепису, відсортовані за графствами.

## Об'єкти перепису
Об'єктом перепису був господарський стан земельних володінь манорів. У зв'язку з цим, питання, що з'ясовувались королівськими переписувальниками, концентрувались навколо різноманітних аспектів економічного потенціалу маєтку. Для кожного земельного володіння фіксувались такі дані:
- імена власників маєтку на дату проведення перепису і на 1066 рік;
- імена інших тримачів маєтку, якщо власник передавав його в умовне тримання;
- площа орної землі у гайдах[a];
- кількість бригад орачів (що вимірялись в запряжках з 8 биків) на доменіальних землях власника і на землях селян;
- кількість селян різних категорій: віланів, котаріїв, сервів, вільних та сокменів, що проживали на території маєтку[b];
- розміри пасовиськ, луків та лісів, що належали маєтку;
- кількість млинів та місць для рибальства;
- грошова оцінка[c] господарства маєтку на дату проведення перепису і на 1066 рік;
- розміри наділів вільних селян та сокменів у межах маєтку на дату проведення перепису і на 1066 рік;
- потенційна можливість збільшення продуктивності маєтку.

Очевидно, що також могла фіксуватись кількість голів худоби в маєтку і величина сільськогосподарських запасів, та ці відомості, в основному, у «Книгу Страшного суду» не увійшли. Всі відомості, що підлягали перепису, мали вказуватись на:
1. рік смерті Едуарда Сповідника (1066);
2. рік переходу маєтку до нового власника і
3. рік проведення перепису (1086).

Але фактично, цей принцип повністю не був витриманий і відомості про господарський стан маєтків на дату їх передання новим власникам з'являються у «Книзі Страшного суду» лише епізодично.
Перелік питань, винесених на перепис, демонструє прагнення короля зафіксувати та оцінити можливі джерела доходів у скарбницю. Так, замки та інші будівлі, не пов'язані безпосередньо з економічним життям, до перепису включені не були. Також «Книга Страшного суду» не містить даних про розмір феодальних зобов'язань тримачів маєтків перед королем.

## Формат
На основі зібраних записів була складена «Книга Страшного суду», яка складається з двох частин: так звана «Мала книга», що описує графства Норфолк, Саффолк і Ессекс, та «Велика книга», що описує решту Англії, крім північних областей, а також Лондона, Вінчестера і деяких інших міст (вважається, що завдання перепису в них було надто складним). Насправді «Мала книга» має більший розмір через те, що у ній міститься докладніша інформація про кожен маєток. Припускають, що її створення було першим намаганням систематизувати результати перепису, від якого довелось відмовитись через неможливість або незручність використання настільки детального обсягу інформації.
Матеріал «Книги Страшного суду» згуртований за графствами, а у них за феодальними володіннями (а не за сотнями). Для кожного графства спочатку описуються земельні володіння короля, потім — церкви та релігійних орденів, а потім — найбільших землевласників, які отримали свої землі безпосередньо від короля (барони) та, у кінці — утримання жінок, королівських сервієнтів, англосаксонських тенів та інших малих землевласників. Для деяких графств окремо виділені міські поселення.
Книга зберігалась у Вінчестері, столиці англонормандської монархії до правління Генріха II Плантагенета, який перевів королівську скарбницю до Вестмінстера. При королеві Вікторії книга була передана до Британського національного архіву. Вперше вона була передрукована топографом 1773 року, а 1986 року, на честь 900-річного ювілею книги, Бі-Бі-Сі створила її електронну версію з перекладом з латини англійською мовою.